# Kanton Châteauponsac
Kanton Châteauponsac (francouzsky Canton de Châteauponsac) je francouzský kanton v departementu Haute-Vienne v regionu Limousin. Tvoří ho pět obcí.

## Obce kantonu
- Balledent
- Châteauponsac
- Rancon
- Saint-Amand-Magnazeix
- Saint-Sornin-Leulac